# Anima TV
O Anima TV foi um concurso realizado pela Secretaria do Audiovisual do Ministério da Cultura do governo brasileiro, em associação com os canais TV Cultura e TV Brasil focando a produção de séries de animação brasileiras. Ele teve seu início entre 2008 e 2009, com término em 2010, quando foram selecionados 17 curtas-metragens, os quais foram transmitidos pelos canais TV Cultura e TV Brasil, ambos ao mesmo tempo.

## História
Sendo o Primeiro Programa de Fomento à Produção e Teledifusão de Séries de Animação Brasileiras, o Anima TV recebeu 257 pré-projetos, vindos de 17 estados brasileiros. Destes, 17 assinaram um contrato de co-produção do projeto completo e um episódio-piloto no valor de R$ 110 mil. Após a exibição dos pilotos na programação da TV Cultura de 25 a 30 de janeiro de 2010, dois projetos foram selecionados para a assinatura de um novo contrato no valor de R$ 950 mil, que previu a produção de mais 12 episódios. Os produtores e autores também participaram de oficinas com consultores nas áreas de Narrativa, Arte, Produção e Comercialização.

## Vencedores
Os dois curtas vencedores foram Tromba Trem e Carrapatos e Catapultas, que posteriormente passaram a ser produzidos como séries de animação para TV, sendo exibidos no Cartoon Network e na TV Brasil. No entanto outros candidatos não ganhadores também tiveram suas séries produzidas após o término do concurso, como Historietas Assombradas (para Crianças Malcriadas), Zica e os Camaleões e Vivi Viravento.
Curiosamente os 17 curtas ainda permanecem a ser transmitidos pelo canal pago TV Rá-Tim-Bum, ao lado de outras séries de animação e programas originais do canal.

## Lista de curtas da Anima TV que são exibidos pela TV
- A Princesa do Coração Gelado
- Abílio e sua traquitana
- Bolota e Chumbrega
- Carrapatos e Catapultas
- Hiperion
- Historietas Assombradas (para Crianças Malcriadas)
- Jajá, arara rara
- Miúda e Guarda-chuva
- Nave Sub D
- Piratas vs Ninjas vs Robôs vs Caubóis
- Platz na Cidade
- Scratch
- Tromba Trem
- Vai dar Samba
- Vivi Viravento
- Wilbor
- Zica e os Camaleões

## Realizadores
O Anima TV contou com as seguintes parcerias
- Secretaria do Audiovisual (SAV) e Secretaria de Políticas Culturais (SPC) — ambas do Ministério da Cultura.
- Empresa Brasil de Comunicação — TV Brasil
- Fundação Padre Anchieta — TV Cultura
- Associação Brasileira das Emissoras Públicas Educativas e Culturais — ABEPEC
- Associação Brasileira de Cinema de Animação — ABCA[1]